# Meerut
Pronunciação
Meerut ou Mirat é uma cidade do estado de Utar Pradexe, na Índia. Localiza-se no norte do estado.Possui 1.167.339 habitantes. A revolta dos Cipaios eclodiu aqui em 1857.